# Даллас, Хью
Хью Да́ллас MBE (англ. Hugh Dallas; род. 26 октября 1957, Аллантон, Ланаркшир) — шотландский футбольный судья, известный по работе на двух чемпионатах мира по футболу 1998 и 2002 годов. Работал резервным судьёй на финале чемпионата мира 2002 года, также судил матчи Олимпиады в Атланте, Финал Кубка УЕФА 1999 и матчи Лиги чемпионов УЕФА. Работал судьёй ФИФА с 1999 по 2002 годы.
С июня 2009 по ноябрь 2010 годы Даллас возглавлял комиссию по повышению квалификации судей Шотландской футбольной ассоциации. Является делегатом УЕФА на матчах.

## Карьера

### Начало работы
Первым матчем Хью Далласа в качестве главного судьи стала игра между любительскими шотландскими командами «Мотеруэлл Бриджворкс» и «Виктория АФК», состоявшаяся в 1982 году. В 1988 году Даллас впервые принял участие в международном матче: в матче 2-го раунда Кубка обладателей кубков между Сампдорией и Карл Цейсс Йеной он исполнял обязанности помощника судьи. В 1993 году во время одной из игр молодёжного турнира в Тулоне между сборными Чехословакии и Португалии Даллас, работавший лайнсменом, заметил, что молодой чехословацкий игрок Мартин Сведик получил серьёзную травму, и в течение 40 секунд сигнализировал главному арбитру встречи о происшествии; как выяснилось позднее, игрок при падении сломал шею, и лишь своевременное вмешательство Далласа спасло ему жизнь. За это арбитра благодарил тренер чехословаков Иван Копецкий.

### Олимпиада в Атланте и чемпионат мира 1998 года
На заре своей карьеры Даллас, следуя совету Брайана Макгинлея, изменил свою манеру судейства международных матчей и стал работать уже не так, как на международных матчах. В частности, Даллас утверждал, что иностранные игроки картинно падают и симулируют чаще шотландцев в национальном чемпионате, поэтому предупреждал, что будет всячески пресекать попытки любых «нырков» со стороны игроков и добьётся того, чтобы и шотландские судьи действовали точно так же. В 1996 году Даллас стал одним из 12 арбитров, которые должны были отсудить матчи футбольного турнира Олимпийских игр. На Олимпиаде он провёл три матча группового этапа.
В июне 1997 года Даллас судил матч отборочного турнира УЕФА к чемпионату мира во Франции с участием Испании и Чехии, где, по его словам, совершил самую ужасную ошибку в его карьере, назначив ошибочно пенальти за нарушение правил в штрафной против испанца Альфонсо Переса со стороны чешского вратаря Павла Срничека, хотя Перес упал минимум в двух метрах от Срничека. Испания забила пенальти и одержала победу 1:0, лишив чехов даже теоретических шансов на продолжение борьбы за путёвку на чемпионат мира. В 1998 году Хью Даллас был включён в список судей чемпионата мира во Франции. На первом своём матче на мундиале между Бельгией и Мексикой, завершившимся вничью 2:2, арбитр показал по одной красной карточке каждой из сборных, выгнав с поля Павла Пардо и Герта Верхейена, а также назначил пенальти в ворота европейской сборной. Также Далласу была доверена четвертьфинальная встреча, в которой хозяева чемпионата в серии пенальти одолели итальянцев. Уже спустя почти 10 лет Даллас признался, что был возмущён тем, что его не взяли судить решающие матчи того чемпионата мира.

### ДербиOld Firm1999
В мае 1999 года Даллас был назначен судьёй дерби двух сильнейших шотландских клубов в истории — «Селтика» и «Глазго Рейнджерс» — в рамках чемпионата Шотландии. «Селтик» устраивала только победа над «Рейнджерс», иначе «рейнджеры» бы выиграли чемпионат. Матч проходил на «Селтик Парк» в воскресенье вечером, чтобы его могли показать в прямом эфире по Sky Sports. Но уже в начале матча Даллас в течение первой минут зафиксировал два нарушения правил, а затем кто-то из болельщиков «Селтика» попал ему в голову монетой, из-за чего матч был приостановлен на несколько минут. По ходу встречи не менее четырёх фанатов «зелёных» выскакивали на поле и бросались на Далласа, а ещё один фанат «Селтика» упал с верхнего яруса стадиона и был госпитализирован. Тем не менее, «рейнджеры» выиграли 3:0 и взяли титул чемпиона Шотландии.
В тот же вечер в дом Далласа неизвестный швырнул кирпич, разбив стекло. «Селтик» обратился к поведенческому психологу, который в своём отчёте высоко оценил действия Далласа и осудил оскорбительное поведение игроков и болельщиков. Это стало причиной того, что Old Firm теперь проводится только по утрам, а календарь составляется так, чтобы матчи не выпадали на последние туры первенства Шотландии.
В 1999 году Далласу также доверили судить матч финала Кубка УЕФА в Москве.

### Евро-2000 и «Милан»
На чемпионате Европы 2000 года Даллас в матче между командами Италии и Турции, прошедшем в первом туре группы B, назначил в конце встречи очень сомнительный пенальти — на 70-й минуте нападающий итальянцев Филиппо Индзаги столкнулся в штрафной с капитаном сборной Турции, защитником Огюном Темизканоглу. Даллас решился поставить пенальти, несмотря на то, что факт возможного фола был неочевиден. Индзаги реализовал пенальти и принёс Италии победу со счётом 2:1, а после пенальти в Далласа турецкие фанаты стали швыряться фаерами и грозить расправой. Вследствие этого УЕФА предложила Далласу охрану со стороны полиции. Его коллега и земляк Брайан Макгинли заявил, что Даллас допустил ошибку, назначив пенальти, но отметил, что тот всё ещё остаётся лучшим судьёй Великобритании. Даллас был резервным судьёй на полуфинальном матче между сборной Франции и Португалии, в котором Франция победила в овертайме со счётом 2:1 благодаря голу, забитому Зинедином Зиданом с пенальти. Даллас не был назначен на финал, но не расстроился этому, сказав, что и не думал никогда о возможности такого развития событий. По итогам турнира член судейского комитета УЕФА Кен Ридден оценил по высшему статусу работу Далласа, в том числе и его навыки управления и ведения игры.
13 марта 2001 года Даллас на стадионе «Сан-Сиро» судил матч Лиги чемпионов УЕФА на втором групповом этапе в группе «B» между «Миланом» и «Депортиво», который завершился ничейным результатом 1:1. Ничья подвела черту под выступлением «Милана» в Лиге чемпионов, который занял 3-е место в группе и не прошёл в четвертьфинал — его устраивала только победа. Болельщики «Милана» были возмущены судейством Далласа и стали швыряться в него на поле фаерами, монетами, фруктами, бутылками и даже зажигалками. Из-за этого судью пришлось уводить с поля под охраной полиции. В 2010 году Грэм Полл отметил, что несмотря на это, Даллас оставался превосходным рефери, уважаемым в футболе.

### Чемпионат мира 2002 года
Хью Даллас работал на чемпионате мира в Корее и Японии и судил на групповом этапе матч Польши и Португалии, который португальцы выиграли 4:0. Тем не менее, португальцы до игры высказывали своё недовольство тем, что на матч назначили арбитра, который работал в проигранном ими полуфинальном матче Евро-2000 против французов. Он получил назначение на четвертьфинал между США и Германией, в котором в начале второго тайма произошёл инцидент — в штрафной немцев после удара головой игрока сборной США Грегга Берхалтера мяч попал в выставленную руку Торстена Фрингса. Однако Даллас не поставил пенальти, после игры объяснив тем, что это не была умышленная игра рукой, а значит, нарушения правил быть не могло. Ещё одним инцидентом стал момент, когда Даллас наказал жёлтой карточкой Оливера Нойвилля за фол, который совершил Йенс Йеремис. За него заступался инспектор матча, но ФИФА отметила, что Даллас в матче совершил «одну или две грубые ошибки». После игры ФИФА перезаписала жёлтую карточку Нойвилля на Йеремиса. Даллас стал четвёртым арбитром финала чемпионата мира между Бразилией и Германией, а после финала говорил, что бразильцы просили его присоединиться к празднованию чемпионства.
30 августа 2002 года Хью Даллас отсудил матч финала Суперкубка УЕФА, который должен был стать прощальным для него, однако он доработал до конца года, завершив карьеру 10 декабря 2002 года матчем «Интер» — «Байер» (3:2) второго группового этапа Лиги чемпионов УЕФА 2002/2003. По словам Далласа, на 89-й минуте матча, когда Бернд Шнайдер подыграл себе рукой и тем самым с нарушением правил забил гол в ворота «Интера», для самого Далласа настало самое серьёзное испытание. Даллас показал жёлтую карточку Шнайдеру, но пока не увидел повтор матча по телевидению, не убедился в том, что поступил тогда правильно. На прощальном матче присутствовали оба ребёнка Далласа, а после матча судья получил в раздевалке подарки как от шотландских арбитров ФИФА, так и от представителей обеих команд-участниц матча.

## На руководящих постах
Завершив карьеру судьи ФИФА в 2002 году, Даллас продолжил судить матчи чемпионата Шотландии до конца сезона 2004/2005, уйдя на год раньше, чем от него ожидали. Позже он стал судейским наблюдателем в Шотландской Премьер-Лиге, был назначен в Комиссию сертификации арбитров, созданную по инициативе УЕФА, и также получил должность судейского наблюдателя УЕФА. В 2009 году Даллас возглавил судейский комитет Шотландской футбольной ассоциации, однако по ходу работы ввязывался в скандалы. Так, он был участником преданного огласке спора с менеджером клуба «Мотеруэлл» Джимом Ганноном по поводу судейских решений, а в феврале 2010 года выразил своё крайнее недовольство уровнем судейства в чемпионате Шотландии после того, как в ряде матчей высококвалифицированные арбитры совершили ряд грубейших ошибок.
В ноябре 2010 года помощник судьи Стивен Крэйвен обвинил Далласа в давлении на него с требованием поддержать Дуги Макдональда, судившего матч клубов «Данди Юнайтед» и «Селтик» на «Тэннадис Парк»: Макдональд в одном из эпизодов не назначил пенальти и солгал, заявив, что фола не было. Даллас изначально повторял версию событий Макдональда, но отрицал все обвинения в том, что угрожал Крэйвену. Далласа лично поддержала Шотландская футбольная ассоциация, хотя обещала пересмотреть отношение к работе судей. В том же месяце Далласа обвинили в возбуждении неприязни на межрелигиозной почве и публичном оскорблении, поскольку с электронного адреса Далласа на имя папы римского было отправлено сообщение оскорбительного характера. После того, как информацию об этом предал огласке журналист Фил Мак Гьолла Бхайн, 10 ноября 2010 года Шотландская футбольная ассоциация объявила о начале официального расследования.
24 ноября Римско-католическая церковь в Шотландии потребовала уволить Далласа с поста в случае, если факт оскорбления будет доказан, и уже через два дня Даллас был смещён со своей должности, а факт оскорбительного сообщения подтвердил Стюарт Реган, исполнительный директор ШФА. Ещё четверо человек были уволены со своих должностей, из них трое были восстановлены. Даллас планировал подать в суд на ШФА, но дело было урегулировано ещё до суда. После увольнения Далласа в Шотландии сформировалось мнение по поводу того, что класс судей мог снизиться. Арбитр ФИФА Крейг Томсон, отмечавший высокий класс Далласа, выразил надежду на сохранение того наследия, которое оставил Хью, а ещё один судья Джон Маккендрик сказал, что редко кто из выдающихся шотландских судей занимал такие должности.
В августе 2014 года Хью Даллас возглавил судейский комитет Греческой Суперлиги, а в ноябре того же года после матча «Олимпиакоса» за критику судьи Илияса Спафаса, участника футбольного скандала 2015 года, который совершил огромное количество ошибок, был немедленно снят со своей должности.

## Вне футбола
До 2002 года Даллас был директором строительной компании, занимавшейся установкой окон, а в 2002 году она перешла под внешнее управление. В декабре 2002 года Даллас был награждён орденом Британской империи за заслуги перед футболом.
У Хью двое детей. Один из сыновей, Эндрю, стал также футбольным судьёй, дебютировав в 2015 году и став судьёй сначала юношеских турниров, а затем и взрослых еврокубковых матчей. Согласно выпуску программы Fantasy Football League, Даллас участвовал в игровом шоу «Family Fortunes» (британская версия Family Feud), а после карьеры судьи выступал нередко мотивационным спикером. В 2008 году Даллас судил благотворительный матч в рамках программы Soccer Aid, заменив травмировавшегося Пьерлуиджи Коллину.